# Michel Cartaud
Michel Cartaud, né le 24 septembre 1947 à Vierzon (Cher), est un homme politique français.

## Détail des fonctions et des mandats
Mandats locaux
- 1983 - 1989 : Maire de Pont-du-Château
- 1989 - 1995 : Maire de Pont-du-Château
- 1995 - 2001 : Maire de Pont-du-Château

Mandat parlementaire
- 28 mars 1993 - 21 avril 1997 : Député de la 2e circonscription du Puy-de-Dôme